# Todtenweis
Todtenweis è un comune tedesco di 1 479 abitanti, sito nel Land della Baviera.